# Winter, again
«Winter, again» es el sencillo número 16 de la banda GLAY. Fue lanzado el 3 de febrero de 1999.

## Canciones
1. «Winter, again»
2. «Young oh! oh!»
3. «HELLO MY LIFE»
4. «Winter, again» (instrumental)